# Archaeogomphus furcatus
Archaeogomphus furcatus – gatunek ważki z rodziny gadziogłówkowatych (Gomphidae). Występuje na terenie Ameryki Południowej.